# Борец (Прилеп)
Вижте пояснителната страница за други значения на Борец.
„Борец“ или „Бунтовник“ е вестник на Прилепския комитет на Вътрешната македоно-одринска революционна организация, издаван около 1896-1897 година в Прилеп, Османска империя.
Печата се на хектограф в къщата на Тоде Лепавцов. Редактиран е от Тодор Попантов. От вестника излизат 2-3 броя. Подкрепя по-умереното революционно крило в Прилеп.